# 乌鲁奥卡
乌鲁奥卡是巴西塞阿拉州的一个市镇。总面积696.77平方公里，总人口12697人，人口密度18.2人/平方公里。